# Баччіареллі (герб)
Баччареллі (пол. Bacciarelli) — польський шляхетський герб.

## Опис
У роздвоєному щиті, в правому червоному полі пів орла білого в золотій короні, а в лівому, срібному, чотири червоні стовпи, пересічені восьмикінечною золотою зіркою, між двома срібними рибами, оберненими вправо. У клейноді над шоломом без корони два білих орлиних крила, а між ними зірка, як в щиті, над одним пером страуса, червоним. З обох сторін шолома звисають по три страусових пера, середнє з кожної сторони червоне. 
Герб Баччіареллі внесений в Частину 1 Гербовника дворянських родів Царства Польського, стор. 43.

## Історія герба
Герб наданий Марчелло Баччареллі в 1768 році. Король Речі Посполитої Станіслав Август, нагороджуючи заслуги обдарованого живописця Марчелло Баччареллі, на підставі Сеймової конституції 1771 року, надав йому диплом на спадкове польське шляхетство, додавши до колишнього гербу пів орла в червоному полі, як вище зображено.

## Роди
Одна родина власного гербу: Баччіареллі.